# Mesterholdenes Europa Cup finale 1958
Mesterholdenes Europa Cup finale 1958 var en fodboldkamp der blev spillet den 28. maj 1958. Kampen blev spillet foran 67.000 tilskuere på Heysel Stadion i Bruxelles, og skulle finde vinderen af Mesterholdenes Europa Cup 1957-58. De deltagende hold var spanske Real Madrid og italienske AC Milan. 
Det var kulminationen på den tredje udgave af Europa Cuppen siden etableringen af Europas fineste turnering for klubhold i 1955. Det var tredje gang at Real Madrid var nået frem til finalen, og vundet dem alle. Det var Milans første europæiske finale.
Real Madrid vandt kampen 3-2 efter forlænget spilletid, da den ordinære var endt 2-2. Francisco Gento scorede det afgørende mål.
Kampen blev ledet af den belgiske dommer Albert Alsteen.

## Kampen

### Detaljer
| 28. maj 1958 18:00 |

| Real Madrid                            | 3 – 2 (e.f.s.) | AC Milan                      |
| -------------------------------------- | -------------- | ----------------------------- |
| Di Stéfano 74' · Rial 79' · Gento 107' | Rapport        | 59' Schiaffino · 77' Grillo · |

| Heysel Stadion, Bruxelles Tilskuere: 67.000 Dommer: Albert Alsteen (Belgien) |

| Real Madrid | Milan |

|                |    |                    |  |
|                |    |                    |  |
| MÅ             | 1  | Juan Alonso (a)    |  |
| FO             | 2  | Ángel Atienza      |  |
| FO             | 5  | José Santamaría    |  |
| FO             | 3  | Rafael Lesmes      |  |
| MI             | 4  | Juan Santisteban   |  |
| MI             | 6  | José María Zárraga |  |
| MI             | 7  | Joseito            |  |
| AN             | 8  | Raymond Kopa       |  |
| AN             | 9  | Alfredo Di Stéfano |  |
| AN             | 10 | Héctor Rial        |  |
| MI             | 11 | Francisco Gento    |  |
| Træner:        |    |                    |  |
| Luis Carniglia |    |                    |  |

| MÅ             | 1  | Narciso Soldan          |
| FO             | 2  | Alfio Fontana           |
| FO             | 4  | Eros Beraldo            |
| FO             | 6  | Luigi Radice            |
| FO             | 3  | Cesare Maldini          |
| MI             | 8  | Nils Liedholm (a)       |
| MI             | 5  | Mario Bergamaschi       |
| MI             | 10 | Ernesto Grillo          |
| MI             | 7  | Giancarlo Danova        |
| AN             | 9  | Juan Alberto Schiaffino |
| MI             | 11 | Tito Cucchiaroni        |
| Træner:        |    |                         |
| Giuseppe Viani |    |                         |